# 117年
| 千纪： | 1千纪                                                                                           |
| 世纪： | 1世纪 \| 2世纪 \| 3世纪                                                                         |
| 年代： | 80年代 \| 90年代 \| 100年代 \| 110年代 \| 120年代 \| 130年代 \| 140年代                         |
| 年份： | 112年 \| 113年 \| 114年 \| 115年 \| 116年 \| 117年 \| 118年 \| 119年 \| 120年 \| 121年 \| 122年 |
| 纪年： | 丁巳年（蛇年）；东汉元初四年                                                                    |

## 大事记
- 東漢
  - 護羌校尉任尚又收買效功羌人號封，刺殺了零昌。朝廷封號封為羌王。
  - 任尚與騎都尉馬賢在富平縣大敗狼莫的羌軍，斬殺五千人，狼莫逃走。於是西河郡的西羌部落虔人部一萬人前往度遼將軍鄧遵處歸降，隴右郡縣平定。
- 罗马帝国
  - 圖拉真鎮壓了猶太人起義（基托斯戰爭）后後病重，留下哈德良统帅東方。
  - 圖拉真在臨終前收養了哈德良，並指定他為繼任者，后者在位至138年。
  - 8月9日——圖拉真皇帝在從美索不達米亞前往意大利的途中在乞里乞亞的塞利努斯中風去世，享年63歲，羅馬帝國达到版图的巅峰。
  - 作為和解的一部分，哈德良將美索不達米亞的大部分地區歸還給帕提亞人。
  - 在羅馬萬神殿開始施工。

## 各国领袖

### 非洲
- 库施
  - 国王：Tamelerdeamani（114年－134年）

### 亚洲
- 中国
  - 东汉：
    - 皇帝：汉安帝（106年－125年）
- 朝鲜
  - 百济：
    - 国王：己娄王（77年－128年）

  - 高句丽：
    - 国王：太祖王（53年－146年）

  - 新罗：
    - 国王：祗摩尼师今（112年－134年）

### 欧洲
- 高加索伊比里亚
  - 国王：法斯曼二世（116年－142年）
- 罗马帝国
  - 皇帝：
    1. 图拉真（98年－117年）
    2. 哈德良（117年－138年）

### 中东
- 奥斯若恩
  - 国王：空缺（116年－118年）
- 安息
  - 国王（政权对立）：
    - 沃洛吉斯三世（105年－147年）
    - 奥斯罗埃斯一世（105年－129年）

## 出生
- 埃利奧·阿里斯蒂德斯，希腊演说家、作者，智者学派人物。

## 逝世
- 8月9日，圖拉真，羅馬帝國皇帝。
- 塔西佗，羅馬帝國執政官、雄辯家、元老院元老。